# Kosmodromen i Bajkonur

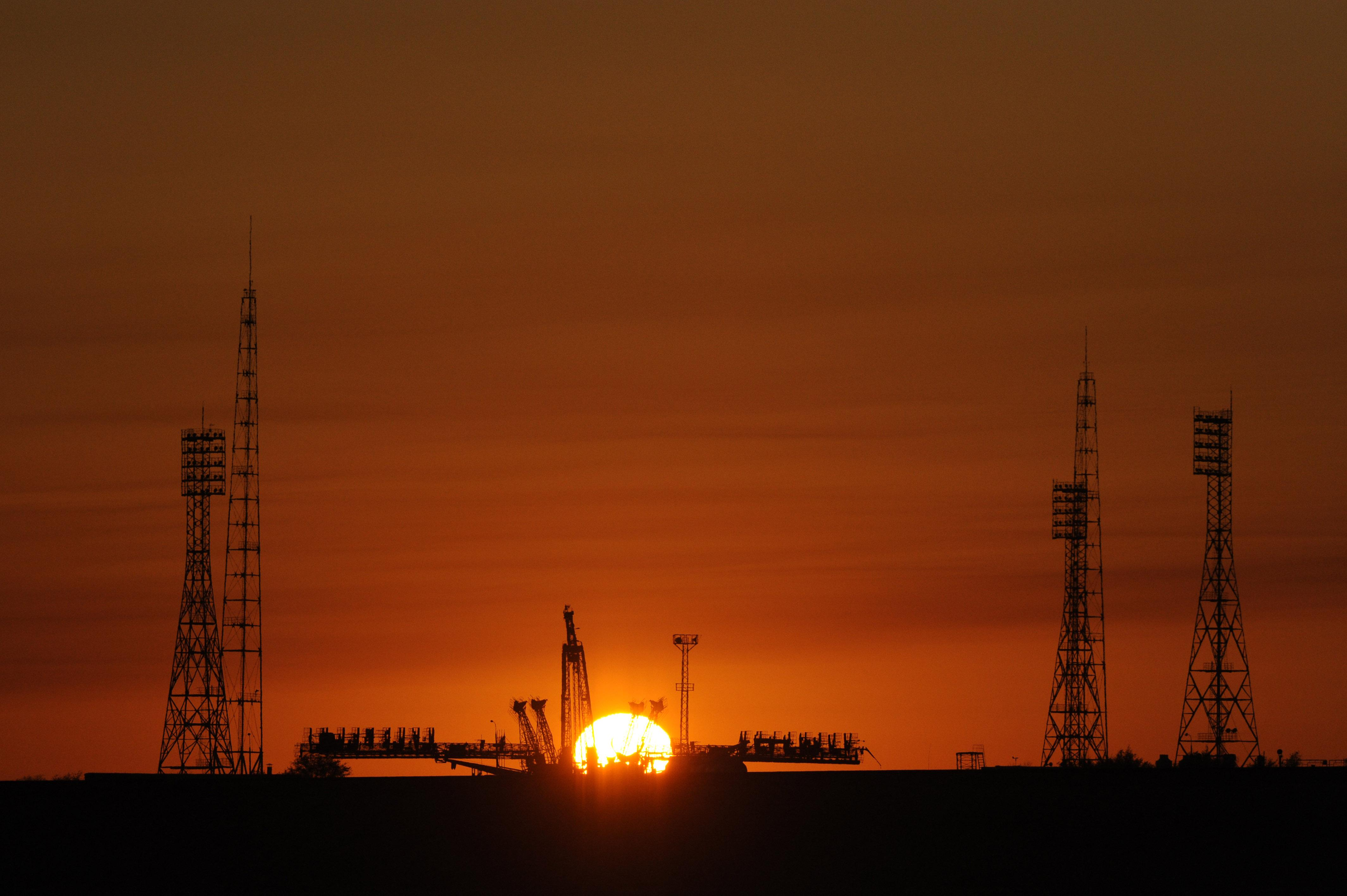
Kosmodromen i Bajkonur i oktober 2008.

Kosmodromen i Bajkonur är världens första och största rymdraketuppskjutningsplats. Den är belägen på Kazakstans ökenstäpp 200 kilometer öster om Aralsjön och ligger 90 meter över havet. Ett leasingavtal med Kazakstan ger Ryssland rätten att använda Bajkonur, nuvarande avtal gäller till 2050. Idag är Bajkonur Rysslands största kosmodrom och härifrån sker uppskjutningarna av en del av de kosmonauter och astronauter som tjänstgör på ISS.
Ryssland har byggt en ny rymdbas i östra Ryssland som fått namnet Vostotjnyj, av anledning att minska beroenden av Bajkonur. Under 2012 uppskattades att enbart 25 % av ryska uppskjutningar gjordes från rysk mark, målet är att siffran ska vara 90 % till 2030.

## Historik
Kosmodromen byggdes ursprungligen av Sovjetunionen på 1950-talet. Beslutet att bygga en raketuppskjutningsplats i Bajkonur togs 1955, då beslut togs att bygga Testanläggning nummer 5 här för att utveckla den nya interkontontinentala missilen Semjorka. Snart började rymdfarkoster testas här och namnet blev "kosmodrom". Dess existens och plats var till en början en militär hemlighet. Namnet var ägnat att förvirra, eftersom gruvstaden Bajkonur låg 32 mil bort, och omvärlden identifierade basen först efter det ett amerikanskt U2-plan hittat den genom att följa järnvägsspåren i Kazakstan, den 5 augusti 1957.
Från kosmodromen har ett antal historiska flygningar startat. År 1957 skickades Sputnik 1 och Sputnik 2 upp härifrån. År 1961 startade Jurij Gagarin sin resa mot rymden här, liksom Valentina Teresjkova 1963. Inom ramen för rymdprogrammet Interkosmos har rymdfarare från 13 länder startat sina resor mot rymden här.
Kosmodromen har givit namn åt asteroiden 2700 Baikonur.

## Nedelinkatastrofen
Huvudartikel: Nedelinkatastrofen
Nedelinkatastrofen inträffade 24 oktober 1960 och är den största kända raketolyckan. 126 människor, militärer, ingenjörer och tekniker, omkom när en militär interkontinental raket exploderade i kosmodromen. Katastrofen har fått sitt namn efter Mitrofan Nedelin, chef för Sovjetunionens strategiska rakettrupper, som var ett av dödsoffren. Olyckan hemlighölls av myndigheterna fram till 1989.